# Mount Washington
Mount Washington je hora v pohoří White Mountains v americkém státě New Hampshire. Díky nadmořské výšce 1917 metrů je nejvyšším vrcholem Nové Anglie. Je proslulá mimořádně drsným klimatem: 12. dubna 1934 zde byla naměřena historicky nejvyšší rychlost větru na severní polokouli, 372 kilometrů v hodině. Vrcholové partie hory se nacházejí na hranicí lesa a panuje zde polární podnebí; v lednu 1885 zde byla dosažena rekordní teplota −46 °C.
Původní obyvatelé horu nazývali Agiocochook (domov velkého ducha). Prvním, kdo vystoupil na vrchol, byl v červnu 1642 Darby Field z Durhamu. V roce 1852 byla na hoře postavena první turistická chata, v roce 1868 zahájila provoz 4,8 km dlouhá ozubnicová dráha vedoucí po západním svahu z Bretton Woods na vrchol. V roce 1899 se stali Freelan Oscar Stanley s manželkou prvními lidmi, kteří vyjeli na vrchol hory v automobilu. Roku 1932 byla uvedena do provozu místní meteorologická stanice. V roce 1964 byl na hoře zřízen přírodní park Mount Washington State Park.